# Reprezentacja Austrii na Mistrzostwach Europy w Wioślarstwie 2009
Reprezentacja Austrii na Mistrzostwach Europy w Wioślarstwie 2009 liczyła 11 sportowców. Najlepszymi wynikami było 3. miejsce w dwójce podwójnej wagi lekkiej kobiet.

## Medale

### Złote medale
Brak

### Srebrne medale
Brak

### Brązowe medale
dwójka podwójna wagi lekkiej kobiet (LW2x): Stefanie Borzzacchini, Michaela Taupe-Traer

## Wyniki

### Konkurencje mężczyzn
- jedynka (M1x): Ralph Kreibich – 9. miejsce
- dwójka podwójna wagi lekkiej (LM2x): Joschka Hellmeier, Florian Berg – 4. miejsce
- czwórka bez sternika wagi lekkiej (LM4-): Michael Stichauner, Bernhard Sieber, Dominik Sigl, Christian Rabel – 7. miejsce

### Konkurencje kobiet
- dwójka podwójna (W2x): Birgit Pühringer, Sandra Wolfsberger – 10. miejsce
- dwójka podwójna wagi lekkiej (LW2x): Stefanie Borzzacchini, Michaela Taupe-Traer – 3. miejsce